# Крупський Боніфацій Урбанович
Боніфацій Урбанович Крупський (рос. Крупский Бонифаций, пол. Krupski Bonifacy, *15 липня 1822, Ігнатово — †12 січня 1903, Метявичі) — польський національний і громадський діяч, дворянин, поміщик Слуцького повіту, засланець до Сибіру, комісар Ігуменського повіту в антиросійському Січневому повстанні 1863 року.

## Життєпис
Народився в маєтку в Ігнатово Мінської губернії, у шляхетній родині герба «Корчак». Син Урбана Крупського та Катерини Антоневич. Закінчив гімназію у Слуцьку та факультет природничих наук Петербурзького університету. Закінчивши навчання в Петербурзі, він допоміг батькові керувати господарствами в Бобруйському повіті. У 1861 р. він оселився в маєтку в Новосьолки Ігуменського повіту, купленому його батьком від родини Ратинських. Він одружився зі Стефанією Свіда (1850—1896).
Він створив у своєму маєтку народну школу. У 1861 р. призначений посередником у селянських справах після відміни кріпосного права. Був відомий справедливими судами та вирішенням справ на користь селян. Активно діяв у литовському сільськогосподарському товаристві в Мінську (пол. Wileńskie Towarzystwo Rolnicze), був одним із авторів статуту цього товариства.
Він вважав, що спалах Січневого повстання призведе до колосальних жертв. Але незважаючи на це, діяв у повстанській організації. І в 1863 році його призначили стати повстанським комісаром Ігуменського повіту. Внаслідок доносу агента російської жандармерії московського православного попа зі звинуваченням його в «небажаному впливі на людей» для російської влади, Боніфацій переїхав з Новосьолки до Ігумену. Там його заарештували та ув'язнили в Мінську. Він був засуджений за повстанську діяльність з конфіскацією маєтку Новосьольки та йому присудили вісім років каторжної праці в Іркутській губернії. Дружина Стефанія добровільно пішла за чоловіком на заслання, залишивши двох дітей. Він відбував покарання у складних умовах на поселенні Усолє-Сибірському, де народилося ще дві доньки. Через п'ять років Боніфація Крупського перевели до Тобольська, а потім до Царева Астраханської губернії. У 1874 р. він отримав дозвіл на поселення у Варшаві. Після відновлення своїх громадянських прав він оселився в Метявичах — колишньому маєтку батька, придбаного у 1856 р. у Корсаків. Там він і помер 12 січня 1903 року.